# Dallas Toler-Wade
Dallas Toler-Wade (ur. 6 czerwca 1974) – amerykański muzyk, kompozytor i multiinstrumentalista. Wade znany jest przede wszystkim z występów w formacji Nile, której był członkiem w latach 1997-2017. Występował także w zespole Lecherous Nocturne w którym grał na perkusji.
Naukę gry na perkusji podjął w wieku siedmiu lat. W wieku czternastu lat rozpoczął naukę gry na gitarze. Muzyk gra na gitarach Dean '79 V, Dean MLDean Razorback 255 i Dean Razorback V 255. Używa ponadto wzmacniacza Marshall JCM2000 DSL100 i kolumn głośnikowych Marshall 1960.

## Instrumentarium
- Dean V[6]
- Dean ML
- Dean Razorback
- Wzmacniacze Marshall JCM2000 DSL100
- Kolumny Marshall 1960
- Przetworniki Seymour Duncan SH-8 Invader[6]

## Dyskografia
| Nile - Black Seeds of Vengeance (2000, Relapse Records) - In Their Darkened Shrines (2002, Relapse Records) - Annihilation of the Wicked (2005, Relapse Records) - Ithyphallic (2007, Nuclear Blast) - Those Whom the Gods Detest (2009, Nuclear Blast) - At the Gate of Sethu (2012, Nuclear Blast) - What Should Not Be Unearthed (2015, Nuclear Blast) |  | Inne - Karl Sanders – Saurian Meditation (2004, Relapse Records, gościnnie) - Lecherous Nocturne – Adoration of the Blade (2006, Deepsend Records) - George Kollias – Invictus (2015, Season of Mist, gościnnie) |